# هنري بيير
هنري بيير (بالفرنسية: Henri Pierre)‏ هو صحفي فرنسي، ولد في 20 مايو 1918، وتوفي في 17 فبراير 1994.